# Conus suturatus
Conus suturatus é uma espécie de gastrópode do gênero Conus, pertencente a família Conidae.